# Voices (Tusse-Lied)
Voices (englisch für Stimmen) ist ein englischsprachiger Popsong, der von dem schwedischen Sänger Tusse interpretiert wird. Er ist das Siegerlied von Melodifestivalen 2021 und der schwedische Beitrag für den Eurovision Song Contest 2021.

## Hintergrund und Produktion
Am 3. Dezember 2020 gab das schwedische Fernsehen bekannt, dass Voices zu den 28 Liedern gehört, die für die Teilnahme an Melodifestivalen 2021 ausgewählt wurden. Das Lied wird von Tusse gesungen, der 2010 aus dem Kongo nach Schweden floh. Im Jahr 2019 wurde er in Schweden berühmt, als er die Castingshow Idol gewann. Voices ging am 20. Februar 2021 im 3. Halbfinale von Melodifestivalen an den Start. Das Lied gewann das Halbfinale und qualifizierte sich für das Finale am 13. März. Vor dem Finale galten Voices und Tusse als die größten Favoriten für den Sieg. Im Finale gewann Voices sowohl die Jury-Abstimmung als auch die Zuschauerabstimmung und erhielt insgesamt 175 Punkte. Durch den Sieg bei Melodifestivalen qualifizierte sich das Lied als schwedischer Beitrag für den Eurovision Song Contest 2021.
Das Lied wurde vom schwedischen Songwriting-Team Joy Deb, Linnea Deb, Jimmy „Joker“ Thörnfeldt und Anderz Wrethov geschrieben. Alle vier haben bereits zuvor eine Reihe von Beiträgen für Melodifestivalen, Melodi Grand Prix und Eurovision Song Contest verfasst. Joy und Linnea Deb waren unter anderem am Schreiben von Heroes beteiligt, womit Måns Zelmerlöw 2015 den Eurovision Song Contest gewann. Anderz Wrethov steht hinter Fuego von Eleni Foureira (zweiter Platz für Zypern 2018) und Too Late for Love von John Lundvik (fünfter Platz für Schweden 2019). Jimmy „Joker“ Thörnfeldt ist insgesamt an drei Beiträgen des Eurovision Song Contest 2021 beteiligt, Joy und Linnea Deb an zwei.

## Musik und Text
Das Lied handelt von Zusammenhalt, Hoffnung und der Bedeutung, dass alle Stimmen gehört werden müssen. Laut dem Künstler Tusse entstand das Lied, als er in einer Musiksession mit den vier Songwritern saß:

“We were writing music, but nothing felt right, and nothing felt close to the heart. But then it transpired that they had already written such a beautiful song that I got to hear. I just said: ‘That’s the one! That’s the one we should go for.’”

„Wir haben Musik geschrieben, aber nichts fühlte sich richtig an und nichts ging uns ans Herz. Aber dann stellte es sich heraus, dass sie schon ein so wunderschönes Lied geschrieben hatten, dass ich anhörte. Ich sagte nur: „Das ist es! Das ist das eine, für das wir uns entscheiden sollten.““

## Beim Eurovision Song Contest
Die Europäische Rundfunkunion kündigte am 17. November 2020 an, dass die für den 2020 abgesagten Eurovision Song Contest ausgeloste Startreihenfolge beibehalten werde. Schweden trat somit in der ersten Hälfte des ersten Halbfinales am 18. Mai 2021 an. Am 30. März gab der Ausrichter bekannt, dass Schweden mit der Nummer 4 an den Start gehen wird. Das Land konnte sich im Halbfinale für das am 22. Mai stattfindende Finale qualifizieren. Dort erreichte es mit seinem Beitrag schlussendlich den 14. Platz mit insgesamt 109 Punkten. Von der Jury erhielt es zunächst 46 Punkte und war damit auf Platz 17, durch das Televoting bekam es aber noch 63 Punkte hinzu und erreichte damit bei den Zuschauern den 11. Platz.

## Veröffentlichung und kommerzieller Erfolg
Voices wurde am 27. Februar 2021 veröffentlicht.
| ChartsChartplatzierungen | Höchstplatzierung | Wochen |
| ------------------------ | ----------------- | ------ |
| Schweden (GLF)           | 1 (26 Wo.)        | 26     |
| Schweiz (IFPI)           | 66 (1 Wo.)        | 1      |

| ChartsJahrescharts (2021) | Platzierung |
| ------------------------- | ----------- |
| Schweden (GLF)            | 11          |

Auszeichnungen für Musikverkäufe

| Land/Region     | Auszeichnungen für Musikverkäufe (Land/Region, Auszeichnung, Verkäufe) | Verkäufe |
| --------------- | ---------------------------------------------------------------------- | -------- |
| Schweden (IFPI) | 2× Platin                                                              | 160.000  |
| Insgesamt       | 2× Platin ·                                                            | 160.000  |